# GNU nano
nano er en fri og open source teksteditor. nano er en klon af teksteditoren Pico, men tilbyder dog yderligere funktionalitet. nano blev oprindeligt udgivet af Chris Allegretta i 1999, men er i dag en del af GNU-projektet.